# Wojciech Pawłowski (siatkarz)
Wojciech Pawłowski (ur. 25 maja 1982) – polski siatkarz, grający na pozycji atakującego.
Piłkę siatkową zaczął uprawiać w szkole podstawowej. Karierę sportową rozpoczynał w KS Jastrzębie Borynia. Jego pierwszym trenerem był Tomasz Majewski. W 2004 roku z drużyną seniorów rzeszowskiego klubu awansował do Polskiej Ligi Siatkówki.
Obecnie jest zawodnikiem Avii Świdnik, uczestniczącej w I lidze (zaplecze PLS-u).